# José Carlos Molina
José Carlos Molina (Madrid, 10 de mayo) es un músico multiinstrumentista, compositor, cantante y flautista español de Rock and Roll y folk rock, conocido particularmente por ser miembro fundador y líder del grupo Ñu.

## Carrera
Molina fue parte del grupo Fresa a principios de los años 70, banda en la que también militaba el guitarrista Rosendo Mercado, cambiando finalmente el nombre del grupo a Ñu en 1974.
Sin embargo, Rosendo abandonó el grupo en 1978, para formar Leño, antes de llegar a grabar el primer álbum, Cuentos de ayer y de hoy, y Molina continuó con Ñu, al que convirtió en su proyecto personal, y al que dedicó toda su carrera como músico, siendo al día de hoy, Ñu y Molina, dos entidades indivisibles.
José Carlos Molina constituye historia viva del rock español, siendo uno de los personajes más emblemáticos dentro del género y de los más longevos en cuanto al desarrollo de su carrera musical
En 1994 publicó en solitario, "Andando solo", en 2021 publicó un segundo trabajo también en solitario con el título homónimo de "Molina" y poco después publicaría su último trabajo hasta la fecha de Ñu, "Yo estoy vivo" de 2023. 

## Discografía en solitario
- Andando solo (DID, 1994)
- Molina (Autoproducido 2021)

## Discografía con ÑU
- Cuentos de ayer y de hoy (1978)
- A golpe de látigo (1980)
- Fuego (1983)
- Acorralado por ti (1984)
- No hay ningún loco (1986)
- El mensaje del mago (1987)
- Vamos al lío!! (1988)
- Dos años de destierro (1990)
- Imperio de paletos (1992)
- La danza de las mil tierras (1994)
- Veinte años y un día  (1995)
- La taberna encantada (1997)
- La noche del juglar (1999)
- Cuatro gatos (2000)
- Colección (2001)
- Réquiem (2002)
- Títeres (2003)
- Esperando (2003)
- Madrid, 6 de noviembre de 2006 (DVD - 2007)
- Viejos himnos para nuevos guerreros (2011)
- ... Y nadie escapó de la evolución (2011)
- Rocktiembre (2016)
- 1er Calella Camping Rock (Agosto 77) (2018)
- Madrid Río (2019)
- Yo estoy vivo (2023)

## Colaboraciones
- Tres Cantigas para un Rey (Jorge Calvo - 2002)
- Drum (Bumper - 2009)
- Mis amigos están vivos (Topo - 1987)
- Acústico directo (Miguel Oñate - 2012)
- Sold out (Asfalto - 2017)